# Villiers-Adam
 Villiers-Adam  es una población y comuna francesa, en la región de Isla de Francia, departamento de Valle del Oise, en el distrito de Pontoise y cantón de L'Isle-Adam.

## Demografía
| 355 | 399 | 427 | 409 | 418 | 410 | 380 | 390 | 386 | 393 | 431 | 420 | 434 | 484 | 462 | 500 | 462 | 556 | 567 | 552 | 414 | 461 | 450 | 419 | 391 | 478 | 507 | 569 | 590 | 799 | 772 | 775 |
| Para los censos de 1962 a 1999 la población legal corresponde a la población sin duplicidades (Fuente: INSEE [Consultar]) |     |     |     |     |     |     |     |     |     |     |     |     |     |     |     |     |     |     |     |     |     |     |     |     |     |     |     |     |     |     |     |

## Clima
| Mes | E | F | Mar | Ab | Mayo | Jun | Jul | Ag | S  | O  | N | D | Año  |
| --- | - | - | --- | -- | ---- | --- | --- | -- | -- | -- | - | - | ---- |
| Temperaturas máximas medias (°C) | 6 | 7 | 11  | 14 | 18   | 21  | 24  | 24 | 21 | 15 | 9 | 7 | 14,8 |
| Temperaturas mínimas medias (°C) | 1 | 1 | 3   | 6  | 9    | 12  | 14  | 14 | 11 | 8  | 4 | 2 | 7,1  |
| Temperaturas medias (°C) | 4 | 4 | 7   | 10 | 14   | 17  | 19  | 19 | 16 | 12 | 7 | 5 | 11,2 |
| Source : [https://web.archive.org/web/20071013125602/http://fr.weather.com/weather/climatology/FRXX0077 Climatologie mensuelle - Aéroport de Roissy, France |   |   |     |    |      |     |     |    |    |    |   |   |      |